# Xero (demo)
Xero es la primera maqueta (demo) de la banda de rock, Linkin Park, que en ese tiempo se llamaba Xero, publicada el 5 de noviembre de 1996. La banda estaba compuesta por Mike Shinoda, Rob Bourdon, Joe Hahn, Brad Delson, Dave Farrell y Mark Wakefield; este último fue reemplazado después de la grabación del demo por Chester Bennington.

## Historia del grupo Xero (Linkin Park)
El nombre original que escogieron fue Xero-818, pero se cambió rápidamente a Xero. Solo hicieron una maqueta que incluía las canciones "Fuse", "Reading My Eyes", "Stick N' Move" y "Rhinestone". El proyecto no fructificó y no consiguieron mucho éxito. Después de que Mark Wakefield les abandonara para convertirse en el representante de Taproot, el grupo consiguió un nuevo vocalista, Chester Bennington, integrante del grupo Grey Daze. Bennington había decidido dejar su banda y a través de Jeff Blue consiguió un casete con el demo de Xero y sus respectivas instrumentales. Realizó una audición para la banda y logró entrar. Después de este suceso la formación cambió su nombre a Hybrid Theory y grabaron el EP Hybrid Theory. Posteriormente, la banda cambió de nuevo su denominación de Hybrid Theory a Linkin Park antes del lanzamiento de su álbum debut que se tituló "Hybrid Theory".
Aunque hay muy pocas canciones disponibles en línea, Xero ha realizado algunos conciertos, uno de los cuales hicieron de teloneros para Cypress Hill y System of a Down.

## Miembros

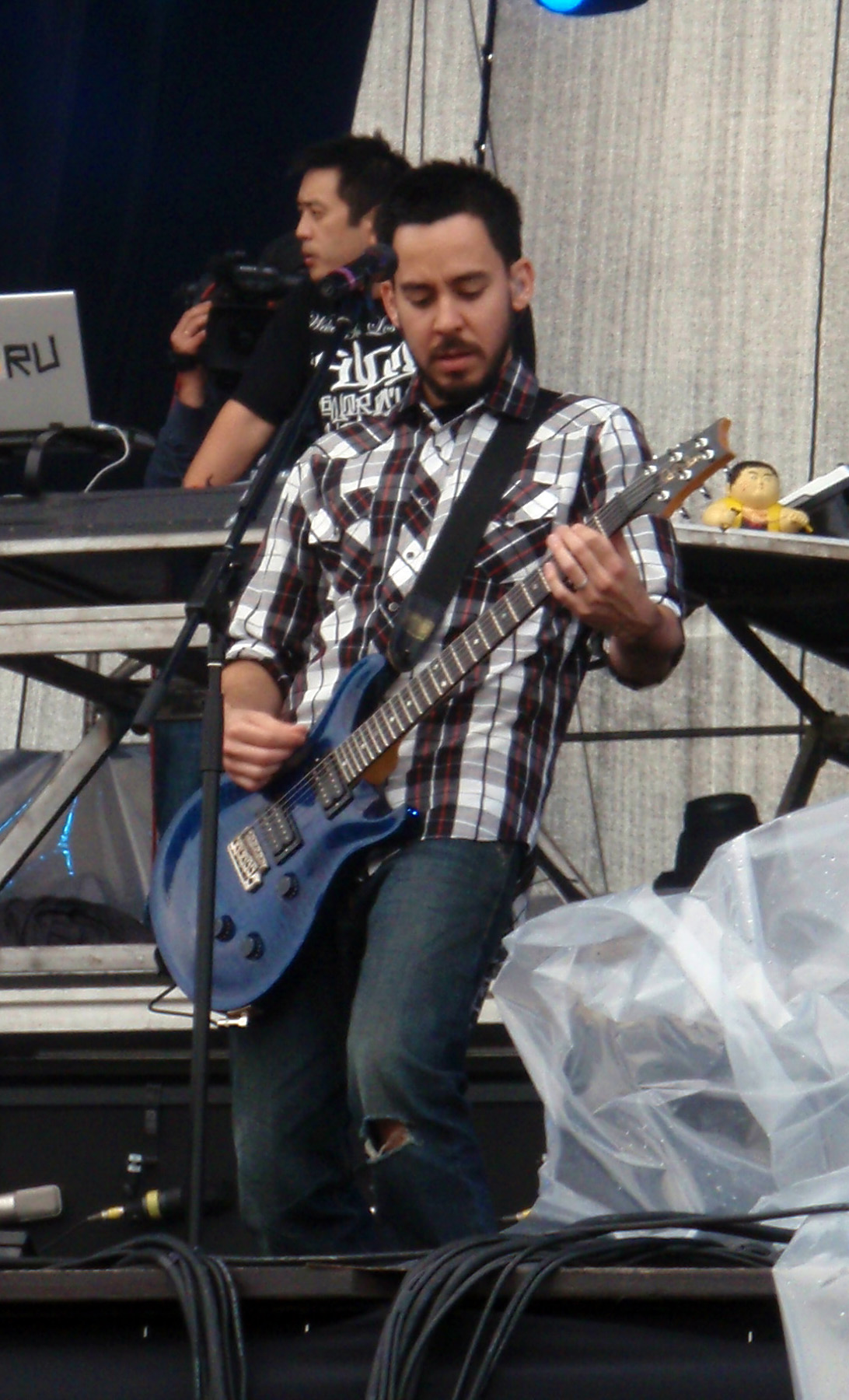
Mike Shinoda 1996-1997
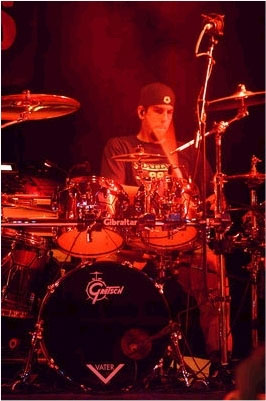
Rob Bourdon 1996-1997
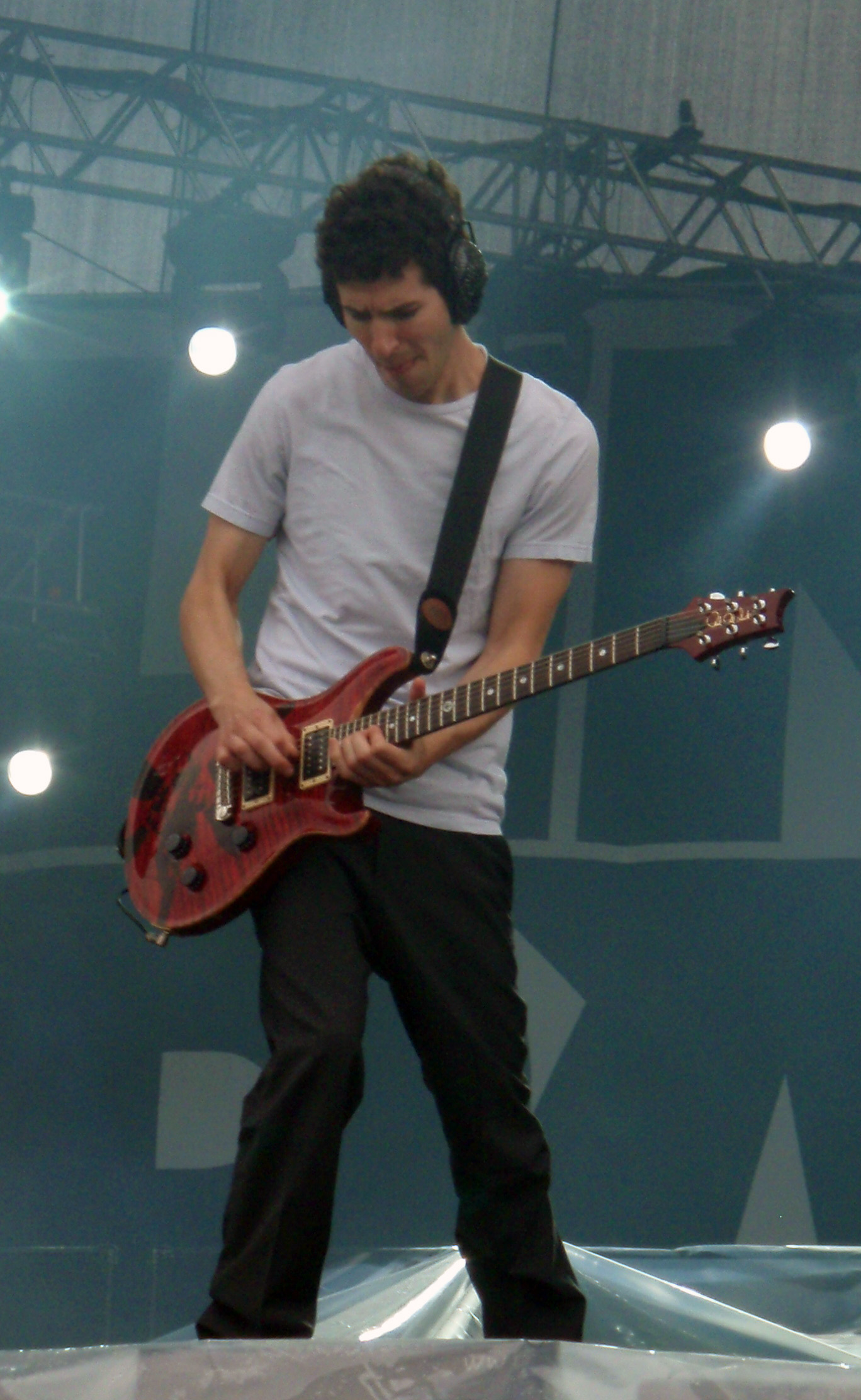
Brad Delson 1996-1997
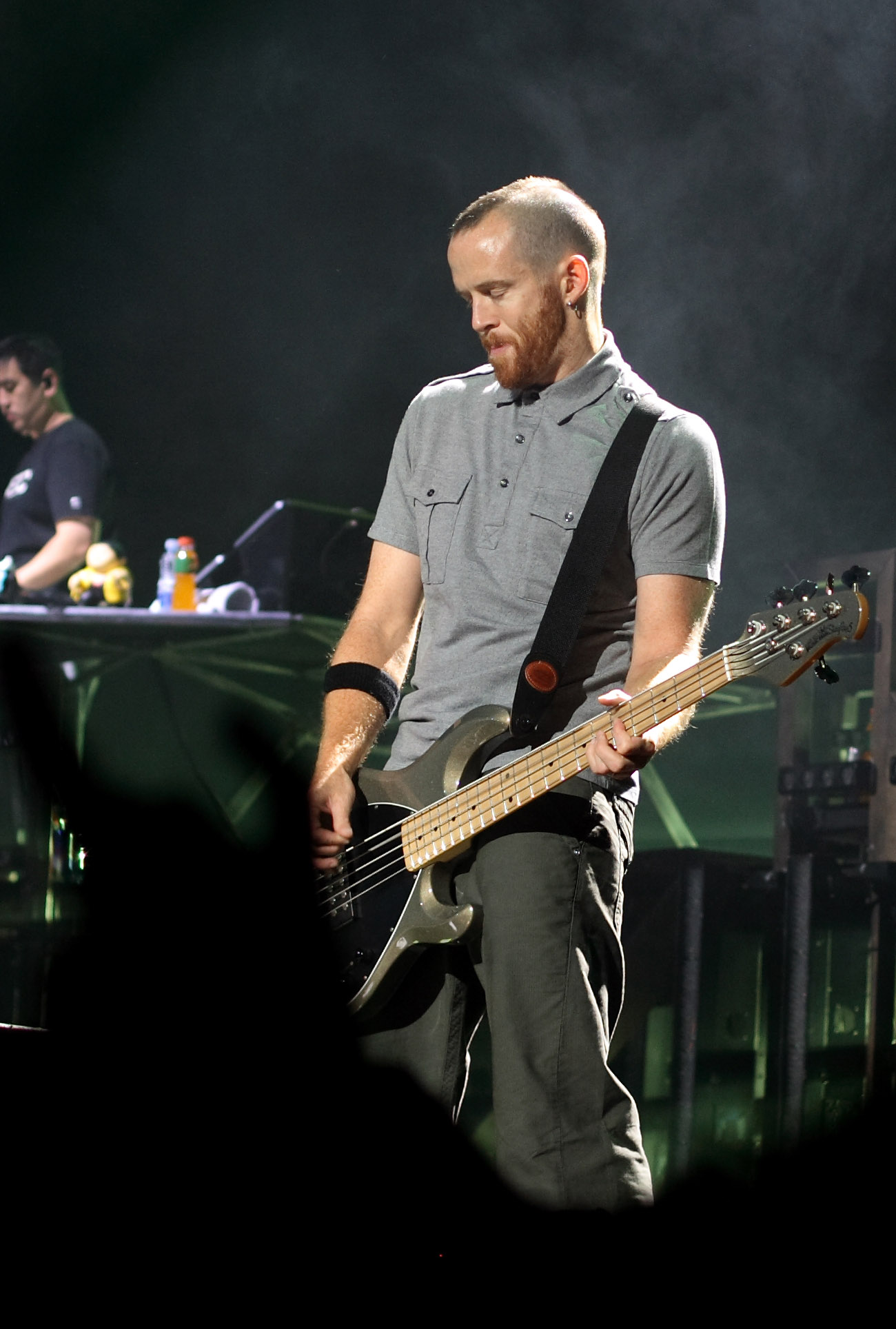
Dave Farrell 1996-1997
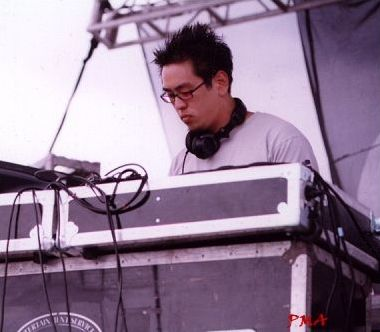
Joe Hahn 1996-1997

- Mark Wakefield - vocalista (1996 - 1997)

## Lista de canciones
1. Rhinestone – 3:43
2. Reading My Eyes – 2:54
3. Fuse – 3:15
4. Stick N' Move – 2:43

## Información
- Rhinestone: Es una demo temprana de "Forgotten", fue regrabada en 1998 con Mark Wakefield (Con mejor calidad), más tarde cuando Chester se unió a la banda se volvió a regrabar.
- Stick N' Move: Es una demo temprana de "Runaway" (En "LP Underground 9: Demos" se lanzó una instrumental de la canción, titulada "Stick And Move", una versión con Chester Bennington en la voz fue lanzada en "Hybrid Theory: 20TH Anniversary", junto a la instrumental "Stick And Move").
- Fuse: Fue grabada en 1996, por alguna razón (posiblemente por el Sample utilizado) es la única pista que no se lanzó en "Hybrid Theory: 20TH Anniversary".
- Reading My Eyes: Fue grabada en 1996, se lanzó en "Hybrid Theory: 20TH Anniversary", esta es la única canción de "Demo Tape - Xero" que se ha tocado en vivo con Chester Bennington, (La versión en vivo con Chester se lanzó oficialmente en "LP Underground 6" (Nunca se regrabo con Chester)).

Otras canciones de la era de Xero son:
- Esaul [A Place For My Head (Xero Demo)]: Fue de las primeras canciones que se grabaron pero no fue parte de "Demo Tape - Xero", fue grabada en 1998, una versión regrabada en 1998 fue lanzada en "Hybrid Theory 20TH Anniversary", con Mark Wakefield en la voz, luego se volvió a regrabar con Chester Bennington en 1999 (Con la misma letra).
- Slip: (No se sabe cuándo se grabó la versión con Mark Wakefield, fue regrabada con Chester en 1999, la versión con Chester Bennington se incluyó en "LP Underground 11") y "Hybrid Theory: 20TH Anniversary"). [Versión con Mark Wakefield inédita]
- Pictureboard: Mike habló sobre esta canción en un LPU Chat en 2005 y dijo que fue tocada en el 2000 antes de que la banda volviera a cambiar de nombre, la versión con Chester Bennington (regrabada en 1999) fue lanzada en "Hybrid Theory 20TH: Anniversary", la versión con Mark Wakefield fue filtrada por un usuario de SoundClound en el 2019, desde entonces, la canción ha sido subida por varios usuarios de plataformas como YouTube pero los videos fueron borrados rápidamente (antes de la salida de "Hybrid Theory: 20TH Anniversary").
- Coal: Fue grabada en 1997, actualmente no hay mucha información sobre esta canción, fue lanzada en "LP Underground: X - Demos" y "Hybrid Theory: 20TH Anniversary".
- Dialate: La canción se dio a conocer el 13 de agosto de 2020 con la llegada de "Hybrid Theory: 20TH Anniversary", es de las primeras canciones que grabó Xero, se incluyó en una "Demo Tape" de tres pistas, se grabó en 1997.
- Deftest: Es (junto a Dialate) una de las primeras canciones que grabó Xero, Mike Shinoda dio a conocer el título de la canción en un directo de Twitch (en el año 2020), dijo que era una de las tres canciones que conformaron una "Demo Tape" de tres pistas, inédita hasta la fecha.[Inédita]
- Ashes: La primera vez que se mencionó fue en un video exclusivo de LPU12 en el año 2013, en el video se ve a Phoenix tocando una parte de guitarra, Mike y Chester la llamaron una vieja demostración de Xero grabada en 1997, que fue regrabada con Chester Bennington (posiblemente en 1999).                                    [Inédita]
- Carousel: Forma parte de la última demo de Xero grabada, la cual se encuentra inédita. Este tema fue grabado en 1998 con Mark Wakefield y más tarde regrabado dos veces con Chester Bennington y publicado en el EP Hybrid Theory.
- Step Up: Forma parte de la misma demo que Carousel. Esta versión es inédita, pero una versión de la canción está disponible en el EP Hybrid Theory.
- Pointillism: Forma parte de la misma demo que los 2 temas previos. Fue escrita por Mike Shinoda y grabada en 1998 pero nunca fue publicada.
- Fiends: Tema de 1998 que fue publicado en la complicación de hip-hop "Rapology 14".
- Drop: Tema de 1998 publicado en "Rapology 13".
- Closing: Tema de 1998 publicado en "Rapology 12".